# Parafia Podwyższenia Krzyża Świętego w Ozarzyńcach
Parafia Podwyższenia Krzyża Świętego w Ozarzyńcach – parafia znajdująca się w diecezji kamienieckiej w dekanacie barskim, na Ukrainie. Liczy ok. 40 wiernych.
W Ozarzyńcach nie rezyduje obecnie żaden duchowny. Parafia obsługiwana jest przez księży z parafii Nawiedzenia Najświętszej Maryi Panny w Mohylowie Podolskim.
Do parafii należą: Ozarzyńce, Borszczowce, Izraiłówka, Konewa i Serebryniec.

## Historia
Istniał tu murowany kościół z XVII w. Kolejną, drewnianą świątynię fundacji chorążego trembowelskiego Jana Piotra Dzieduszyckiego zbudowano w 1741. W 1819 kościół ten był tak zniszczony, że biskup nakazał jego zamknięcie. Później nabożeństwa odprawiano w domku otrzymanym od kolatora, który przerobiono na tymczasową kaplicę. W 1830 parafia należała do dekanatu mohylowskiego diecezji kamienickiej. Nowy, murowany kościół wzniesiono w 1842. Został on zamknięty w 1937 przez komunistów. Otwarty podczas wojny i ponownie zamknięty w 1947. W 1990 zwrócony wiernym i w latach 1990–1992 wyremontowany.
Kościoły z 1741 i 1842 nosiły wezwanie Nawiedzenia Najświętszej Maryi Panny. W II połowie XIX wieku parafia liczyła 850 lub 1060 wiernych.